# Eifelmarmor

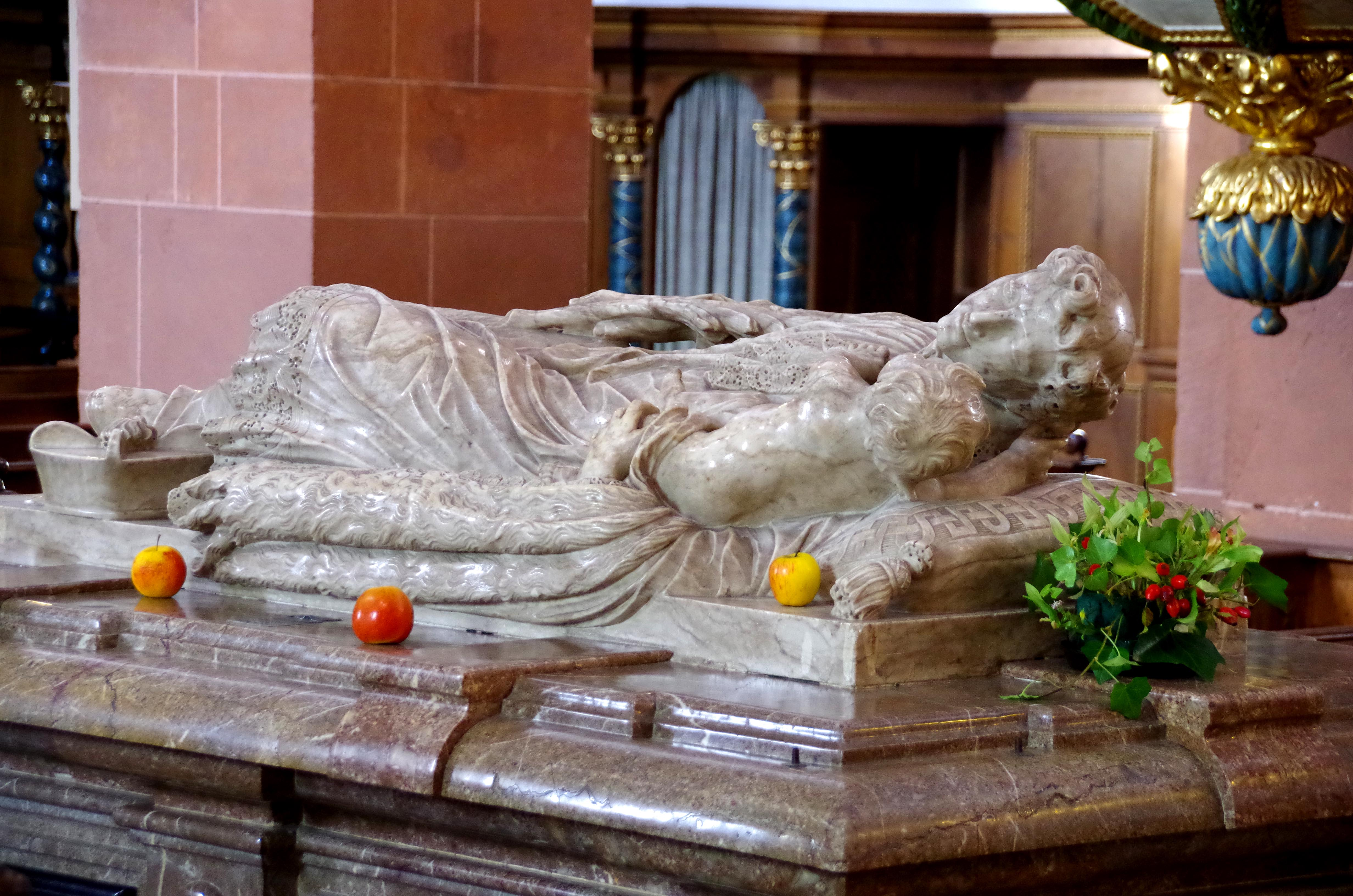
Der deutlich rötliche Sarkophag des heiligen Hermann-Joseph von 1701 im Kloster Steinfeld ist aus Urfter Eifelmarmor. Die aufliegende Skulptur könnte aus dem mittelgrauen Rotherader Eifelmarmor sein.

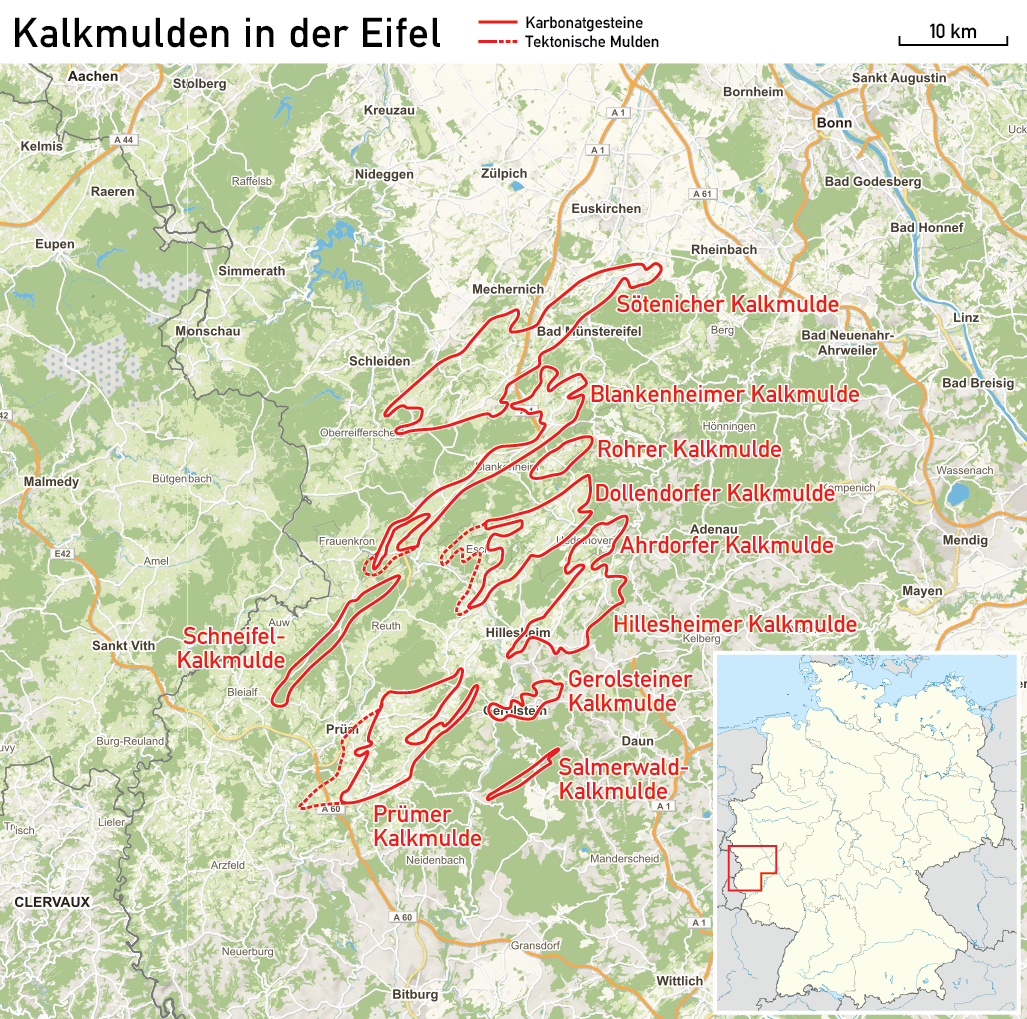
Lagekarte der Kalkmulden in der Eifel

Als Eifelmarmore werden zwei Kalksteinsorten im Gebiet der Eifel in Nordrhein-Westfalen bezeichnet, die im Gebiet der Eifeler Kalkmulde in unterschiedlichen Lokalitäten entstanden sind und abgebaut wurden. Es sind dies der sogenannte Roderather Eifelmarmor und Rotherrather Eifelmarmor.
Im geologischen Sinn sind beide Gesteine allerdings keine Marmore, sondern Kalksteine. Marmore werden im Gegensatz zu Kalksteinen durch hohe Hitze und hohen Druck gebildet, dabei wandeln sich carbonatreiche Gesteine in Marmore mit einer kristallinen Struktur um. Da früher alle polierfähigen Kalksteine als Marmore bezeichnet wurden, erhielten die beiden Kalksteine den Namen „Marmor“.„Eifelmarmore“ werden in der Geologie auch als Ablagerungsgesteine eingeordnet.
Der Roderather Eifelmarmor entstand vor circa 390 Millionen Jahren im Unteren Mitteldevon, auch Eifelium genannt, in der Eifeler Kalkmulde. Der Steinbruch liegt in der Engelgauer Teilmulde, dem nördlichsten Ausläufer der Blankenheimer Kalkmulde und ist aufgelassen. Dieser Roderather Eifelmarmor ist hellgrau bis mittelgrau, teilweise rötlich.
Der Urfter Eifelmarmor, der nur in der Barockzeit abgebaut wurde, entstand etwas früher vor rund 395 Millionen Jahren in den Eifeler Kalkmulden. Dieser Eifelmarmor wurde kurze Zeit bis 1913 kommerziell abgebaut, danach wurde er geschlossen. Der Urfter Eifelmarmor ist rötlich.